# Jan Egeland

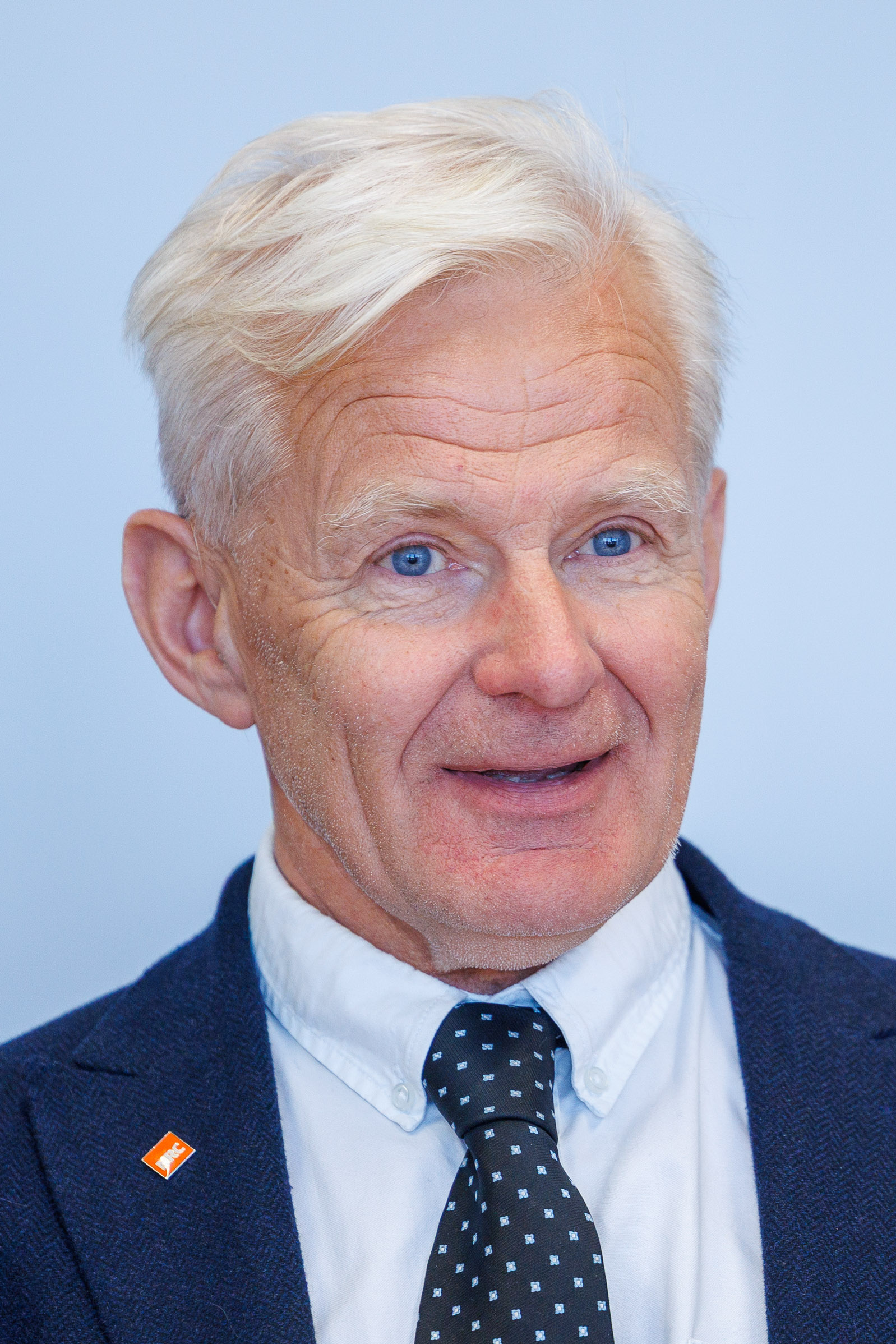
Jan Egeland (2025)

Jan Egeland (* 12. September 1957 in Stavanger) ist ein norwegischer Politiker und Diplomat. Er ist Mitarbeiter bei international tätigen Nichtregierungsorganisationen.

## Laufbahn
Von 1990 bis 1997 war Egeland Staatssekretär im norwegischen Außenministerium. Jan Egeland war aktiv an zahlreichen Friedensprozessen beteiligt. 1992 war er Mitbegründer und Mitorganisator der norwegischen Vermittlung zwischen Israel und der Palästinensischen Befreiungsorganisation (PLO), die 1993 in die Oslo-Vereinbarung, eine Prinzipien-Erklärung, mündete. Er leitete außerdem die norwegische Delegation der von den Vereinten Nationen geführten Friedensgespräche, die zum 1996 in Oslo unterzeichneten Waffenstillstandsabkommen zwischen der Regierung von Guatemala und den Guerilleros der Unidad Revolucionaria Nacional Guatemalteca (URNG) führten. Außerdem leitete er die Gastgeberdelegation, als 1997 in Oslo der Ottawa-Vertrag zur Ächtung von Antipersonenminen erfolgreich verhandelt und unterzeichnet wurde.
Von 1999 bis 2002 arbeitete er als Sonderentsandter des Generalsekretärs der Vereinten Nationen für den Kolumbienkonflikt. In dieser Zeit kamen direkte Gespräche zwischen dem damaligen kolumbianischen Präsidenten Andrés Pastrana und sowohl den FARC als auch dem Ejército de Liberación Nacional (ELN) zustande. Der Generalsekretär der Vereinten Nationen ernannte James LeMoyne als seinen Nachfolger.
Im Jahr 2002 nahm er die Stelle des Generalsekretärs des Norwegischen Roten Kreuzes an – nach seinen Aussagen auch aufgrund der wenig aussichtsreichen Lage der UN-Mission in Kolumbien.
Im Jahr 2003 übernahm er die Nachfolge des Japaners Kenzo Oshima als Vizegeneralsekretär für Humanitäre Angelegenheiten und Koordinator für Nothilfe der Vereinten Nationen; er besetzte das Amt bis 2006. Vom 1. September 2007 bis Ende 2010 leitet er das Norwegische Institut für Internationale Angelegenheiten als Direktor.
Seit 2011 ist er sowohl Mitarbeiter der International Crisis Group mit Sitz in Brüssel als auch im Management der Nichtregierungsorganisation Human Rights Watch mit Sitz in New York für den Bereich Europa tätig. Seit August 2013 ist der Generalsekretär der NRC Flüchtlingshilfe.

## Stellungnahmen im Libanonkrieg 2006
Während des Libanonkrieges 2006 kam Egeland als UN-Nothilfekoordinator am 23. Juli 2006 nach Beirut und besichtigte dabei auch das von israelischen Luftangriffen schwer getroffene Süd-Beiruter Wohnviertel Sfeir und die einstige Zubringerstraße zum Flughafen. Er bezeichnete diese Angriffe als unverhältnismäßig und warf der israelischen Regierung einen Verstoß gegen internationales Völkerrecht vor. Der Hisbollah warf er vor, „sich feige unter Frauen und Kinder zu mischen“ und dadurch die hohen zivilen Opferzahlen bei den israelischen Militäraktionen mitzuverantworten. Auch den israelischen Einsatz von Streubomben im Libanon und vor allem dessen massive Verschärfung noch in den letzten 72 Stunden des Konflikts hat er am 31. August 2006 nachdrücklich als „vollständig unmoralisch“ verurteilt.

## Sonstiges
Jan Egeland ist der Sohn des früheren Bildungs- und Kirchenministers, Literaturforschers und Hochschullehrers Kjølv Egeland. Egeland war mit der Politikerin Anne Kristin Sydnes verheiratet und ist Vater von zwei Töchtern. 2012 veröffentlichte das norwegische Komikerduo Ylvis den Song „Jan Egeland“. Die Hommage erlangte im Internet große Popularität.